# Liisa Nevalainen
Liisa Nevalainen (2 de mayo de 1916 – 10 de diciembre de 1987) fue una actriz y escritora finlandesa.

## Biografía
Su nombre completo era Anna-Liisa Nevalainen, y nació en Oulu, Finlandia, siendo su hermano menor el cineasta Esko Nevalainen.
Nevalainen inició su carrera como actriz teatral en 1936, actuando en el Helsingin Kansanteatteri, institución en la que trabajó diez años. Más adelante actuó en el Tampereen Työväen Teatteri (en Tampere), en el Kotkan Kaupunginteatteri (en Kotka) y en el Lahden kaupunginteatteri (en Lahti). A finales de la década de 1950 pasó dos años en el Intimiteatteri. 
Además de su larga carrera teatral, Nevalainen actuó en 26 películas entre 1934 y 1962, haciendo principalmente papeles de reparto. Su primera actuación de importancia llegó en la película de 1945 Vastamyrkky. En Skandaali tyttökoulussa (1960) encarnó a la directora de una escuela de niñas. Tuvo un papel protagonista en Punainen viiva (1959), y su actuación quizás más conocida para la gran pantalla fue la que hizo en Pojat (1962) como madre de Jake.
Nevalainen se mudó a la televisión mediada la década de 1960, escribiendo y actuando en episodios de la serie Hanski, que protagonizaba su esposo. Otra popular serie en la que trabajó fue Me Tammelat, encarnando a Liisa Tammela. Nevalainen fue también directora de los episodios, junto a Eine Laine. Además de todo ello, fue igualmente autora de los guiones de otras producciones televisivas.
Finalizada su carrera de actriz, Nevalainen comenzó a escribir novelas policiacas. En total publicó ocho historias sobre las investigaciones del Comisario Antti Karpalo. Su última obra se editó un año antes de su fallecimiento.
Liisa Nevalainen falleció en Helsinki en el año 1987. Se había casado en el año 1939 con el actor Hannes Häyrinen.

## Filmografía
- 1934 : Meidän poikamme ilmassa – me maassa
- 1935 : Syntipukki
- 1936 : Vaimoke
- 1936 : VMV 6
- 1938 : Laivan kannella
- 1938 : Jääkärin morsian
- 1939 : Herra Lahtinen lähtee lipettiin
- 1939 : Hätävara
- 1940 : Anu ja Mikko
- 1940 : Poikani pääkonsuli
- 1942 : Puck
- 1943 : Valkoiset ruusut
- 1943 : Katariina ja Munkkiniemen kreivi
- 1945 : Vastamyrkky
- 1947 : Tuhottu nuoruus
- 1958 : Paksunahka
- 1959 : Iskelmäketju
- 1959 : Punainen viiva
- 1960 : Isaskar Keturin ihmeelliset seikkailut
- 1960 : Justus järjestää kaiken
- 1960 : Skandaali tyttökoulussa
- 1960 : Nina ja Erik
- 1961 : Tyttö ja hattu
- 1961-1969 : Me Tammelat (serie TV)
- 1962 : Älä nuolase...
- 1962 : Pojat
- 1962 : Hän varasti elämän
- 1966-1973 : Hanski (serie TV)

## Libros
- 1975 : Prinsessa Ruusunen
- 1977 : Ruusunpunaiset silmälasit
- 1979 : Punainen hattu
- 1981 : Kultainen riikinkukko
- 1981 : Musta sinfonia
- 1983 : Paratiisilintu
- 1985 : Everstin talo
- 1987 : Viimeinen rooli